# احمدآباد علیا (سرآب)
احمدآباد علیا یکی از روستاهای استان آذربایجان شرقی است که در دهستان ابرغان بخش مرکزی شهرستان سرآب واقع شده‌است.